# 遠藤荘三
遠藤 荘三（えんどう しょうぞう、1935年1月9日 - ）は、日本の経営者。中央信託銀行社長を務めた。

## 来歴・人物
京都府出身。1958年に東京大学経済学部経済学科を卒業。日本道路公団での勤務を経て、1962年12月に中央信託銀行に転じ、1986年6月に取締役に就任し、1989年1月に常務、1990年12月に専務、1992年9月に副社長を経て、1993年3月に社長に就任。1999年6月に会長に就任し、2000年4月から中央三井信託銀行特別顧問を務めた。
三井信託銀行社長を務めた西田敬宇とは大学での同期であった。